# Dorian Pickens
Dorian Pickens (Phoenix, 11 aprile 1996) è un ex cestista statunitense.